# Kabinett Jaup
Das Kabinett Jaup bildete vom 16. Juli 1848 bis 28. Juni 1850 die von Großherzog Ludwig III. berufene Landesregierung des Großherzogtums Hessen. Es handelte sich um eine liberale Märzregierung. Die Niederschlagung der Revolutionsbewegung im Jahr 1849 stärkte die konservativen Kräfte und den Landesfürsten. Schon die Ministerwechsel Ende des Jahres 1848 und im Laufe des Jahres 1849 in den Ressorts Finanzen, Justiz und Krieg, gaben der Regierung eine stärker konservative Richtung. Im Sommer 1850 blockierte die liberale Mehrheit der Landstände die Verabschiedung des Staatshaushalts, sodass Ludwig III. die Regierung entließ. Mit der dadurch ausgelösten Ernennung einer antirevolutionär-konservativen Regierung begann im Großherzogtum Hessen die Reaktionsära.  
| Amt                                          | Name |
| -------------------------------------------- | --- |
| Vorsitzender des Gesamtministeriums, Inneres | Heinrich Karl Jaup |
| Äußeres und Großherzogliches Haus            | Wilhelm Hallwachs |
| Justiz                                       | Joseph Aloys Kilian, 16. Juli 1848 – 1849 Friedrich von Lindelof, ab 1849                                                    |
| Finanzen                                     | Carl Wilhelm Zimmermann, 16. Juli 1848 – 1. November 1848 Ludwig Friedrich Carl Schenck zu Schweinsberg, ab 1. November 1848 |

Das Kriegsministerium war organisatorisch getrennt vom Gesamtministerium direkt dem Großherzog unterstellt. 
| Amt   | Name |
| ----- | --- |
| Krieg | Friedrich Karl Christian von Steinling, bis 1. August 1848 Philipp von Lehrbach, 1. August 1848 – 14. Juni 1849 Friedrich von Schäffer-Bernstein, ab 14. Juni 1849 |